# Hinnavaru
Hinnavaru är en ö i Maldiverna. Den ligger i den norra delen av landet, 145 km norr om huvudstaden Malé. Geografiskt är den en del av atollen Faadhippolhu och tillhör administrativt Lhaviyani atoll.
Klimatet i området är tempererat. Årsmedeltemperaturen i trakten är 23 °C. Den varmaste månaden är april, då medeltemperaturen är 28 °C, och den kallaste är september, med 0 °C. Genomsnittlig årsnederbörd är 2 146 millimeter. Den regnigaste månaden är november, med i genomsnitt 363 mm nederbörd, och den torraste är februari, med 52 mm nederbörd.